# 何健華 (1915年)
何健華，MBE[?]（1915年1月1日—2012年8月31日），英國殖民地官員和社會工作者，1970年至1971年任香港社會福利署副署長，任內曾於1970年7月至8月擔任立法局臨時官守議員。
何健華1937年畢業於牛津大學，最初在英國政府內政部任職感化官，二戰結束後在1947年加入外交部，於開羅的英國駐埃及大使館任職社會福利新聞官，後於1951年轉調殖民地部，在烏干達歷任社區發展官和高級感化官兼善後服務官等職。何健華在1959年加入香港政府，出任社會福利署副署長前，曾先後在社署任職總社會福利官（感化事務）、高級總社會福利官（感化事務）和助理署長，期間又於1961年從劍橋大學考獲犯罪學文憑。雖然在任社署副署長只有一年多，但卻曾經三度署任署長一職。

## 生平

### 早年生涯
何健華在1915年1月1日生於英國牛津，父母分別是甘維露（Lawrence Klindt Kentwell，1882年－？）和安妮·霍爾特（Anne Holt，1879年－1945年）；他的英文姓氏「霍爾特-肯特韋爾」（Holt-Kentwell）是由父母姓氏合併而來的雙姓。何健華的父親又名甘德雲，1882年生於香港，是由一名英籍船長與一名本地婦人所生的私生子，他少時先後受教於美國哥倫比亞大學和英國牛津大學林肯學院，並成為執業大律師，主要活躍於上海租界。不過，本身是中英混血的他飽受種族歧視，使他後來成為反英份子，除了發行大批反英刊物外，又在當地組織中國愛國運動，結果遭當局革除英國國籍。1937年中日戰爭爆發後，他公開支持汪精衛政權，嘗任汪精衛政府立法委員，二戰結束後被控為漢奸，1946年被判監七年，同年獲改判監禁兩年零六個月。
另一方面，何健華的母親霍爾特來自美國夏威夷，具英格蘭人和夏威夷原住民血統，因此何健華本人也同時具有英格蘭、廣東和夏威夷血統。何健華是甘維露與霍爾特所生的唯一一名兒子，另有五名胞姊；由於他的父母於1908年自夏威夷移居英國，其後又入英籍，因此他也擁有英籍。何健華少時與家人居於牛津，有「阿拉伯勞倫斯」之稱的T·E·勞倫斯和果醬製造商莎拉·庫柏（Sarah Cooper）都是他們的鄰居和家庭友人。他早年入讀牛津郡的飛龍學校（Dragon School），隨後獲得獎學金入讀多實郡的舍伯恩學校（Sherborne School）；畢業後考入牛津大學新學院，起初主修歷史，但在學第二年即轉隨父親的足跡主修法律，至1937年獲文學碩士學位畢業，他後來又進一步取得該校的經濟及政治學文憑。

### 工作經歷
雖然父親立場反英，但何健華從大學畢業後，就立即投身英政府內政部，自少已對感化服務懷有興趣的他，還選擇加入感化服務署（Probation Service）任職感化官，主要負責在達特福德向犯事的青少年提供輔導，協助他們重新融入社會，以及向有需要的家庭提供社會福利支援和家訪。二次大戰在1939年爆發後，何健華旋即應徵加入英軍，起初於1940年被編配到皇家陸軍勤務團，但旋於同年調到皇家空軍任職觀測員，該職務被裁撤後，他再一次被調返陸軍勤務團服役。盟軍在1942年底展開火炬行動後，他在1943年初被指派帶領由30部救護車、勤務團司機和醫務人員組成的小隊，由北非阿爾及爾開往突尼西亞卡本半島，以支援派駐當地的六個裝甲師。及後，他還指揮小隊，先後前往意大利塔蘭托、奧地利邊境和羅馬各地執行任務。戰後，他在1945年被派往盟軍設於奧地利維也納的社會福利科參與救濟工作。
何健華在軍中服役至1947年，才以參事上尉的軍階退役。同年，他獲聘加入外交部，於開羅的英國駐埃及大使館任職，具有感化服務背景的他，被指派於當地大使館任職社會福利新聞官，協助當地建構社會福利制度。數年後，他於1951年轉調到殖民地部，於烏干達從事感化服務，出任社區發展官一職，復於1957年獲擢升為高級感化官兼善後服務官，負責為當地建立一套基本的感化和社會福利服務。
1959年9月，何健華奉調香港，加入社會福利署感化組出任總社會福利官（感化事務），不久以前，社會福利署才於1958年由原來隸屬於華民政務司署的社會局，分拆成為一個獨立的政府部門，以強化其主持香港社會福利工作的角色。1967年5月，他又進一步獲擢升為高級總社會福利官（感化事務），總管該署的感化工作。此外，他又身兼多項與社會福利相關的公職，當中包括香港釋囚輔導會執行委員會委員、男童中心協會副會長和香港護幼中心顧問等職。期間，他曾於1961年獲港府補送往劍橋大學英皇學院主修犯罪學，取得犯罪學文憑，另又多次代表港府前赴海外，出席與犯罪研究和感化事務有關的國際會議。為表彰他在推動感化事務方面的表現，他在1968年6月英女皇壽辰授勳名單中獲英廷頒授MBE勳銜，到1969年還獲港府奉委官守太平紳士。
1968年7月，何健華獲擢升為社會福利署助理署長，兩年後於1970年再出任社會福利署副署長一職。在社署副署長任內，他曾經三度署任社會福利署署長一職，並於1970年7月至8月以署理社會福利署署長的身份獲委任為立法局臨時官守議員。除此之外，他還推動義務工作協會（義務工作發展局前身）在1971年6月成立，並主持協會的成立典禮，以推動香港的義工活動發展。何健華在任副署長僅一年多，便於1971年9月退休，結束前後12年服務港府的生涯，在同年9月16日舉行的榮休茶會中，多名曾與他共事的港府高官均有出席到賀，時任社會福利署署長魯佐芝更向他致送紀念品作為留念。

### 晚年生涯
何健華從港府退休後，與家人返回英國定居，他曾獲聘擔任坎布里亞郡的社會福利署助理署長，其後又繼續從事與社會福利事務相關的工作，以及擔任過薈英社牛津郡分社主席，一直到1990年才決定全身而退。晚年的他與家人長居於牛津庫姆納（Cumnor），2012年8月31日經過一場小病後，於當地逝世，終年97歲。身後，其家屬在同年9月17日於當地的聖邁克爾教堂為他舉行喪禮。

## 個人生活
何健華在開羅的英國駐埃及大使館任職期間，認識了在皇家海軍女子服務團服役的嘉芙蓮·維妮芙雷德·祖安·拉夫肯斯（Katherine Winifred Joan Rahtkens），兩人婚後共育有一子兩女，他的妻子祖安在2010年2月10日逝世，終年89歲。他的主要興趣包括聽音樂和坐遊艇出海。

## 榮譽
- 以下列出榮譽全稱及縮寫：^ 
  - 英帝國官佐勳章（M.B.E.） （1968年英女皇壽辰授勳名單[12]）
  - 官守太平紳士（J.P.） （1969年[10]）

## 注腳
1. 1 2 3 4 5 6 7 8 9 10 11  "OBITUARY: Larry Holt-Kentwell. He lived all over the world" (6 September 2012)
2. 1 2 3 4  "Anne Kailakanoa HOLT" (retrieved on 24 September 2013)
3. 1 2  李元信（1944年），頁105。
4. 1 2 3  Yeh (2012)
5. ↑  The China Monthly Review (2 March 1946), p. 233.
6. 1 2 3 4 5 6 7 8 9 10  "Larry Holt-Kentwell" (12 September 1971)
7. 1 2 3 4  〈社會福利署助理署長斐恩任滿何健華繼任〉（1968年6月17日）
8. 1 2  The Colonial Office List (1966), p. 245.
9. 1 2 3 4  〈有功官民榮獲勳銜〉（1968年6月8日）
10. 1 2 3 4 5  〈在港服務逾十二年：何健華榮休周六離港返英〉（1971年9月14日）
11. ↑  King's College, Cambridge: Annual Report 2012 (2012), p. 223.
12. 1 2  "Supplement to Issue 44600 （页面存档备份，存于）", London Gazette, 31 May 1968, p. 21.
13. ↑  "Lawrence Edwin Arthur HOLT-KENTWELL" (retrieved on 24 September 2013)
14. ↑  〈義務工作協會成立，歡迎有興趣者參加〉（1971年6月19日）
15. ↑  〈社會署茶會歡送何健華離港返英〉（1971年9月17日）
16. ↑  2013 PROGRAMME OF EVENTS (January 2013)
17. 1 2  "HOLT-KENTWELL, Lawrence Edwin Arthur" (2012)
18. ↑  "Supplement to Issue 36397 （页面存档备份，存于）", London Gazette, 25 February 1944, p. 5.
19. ↑  "HOLT-KENTWELL, Joan (née Rahtkens)" (2010)

### 英文資料
- The China Monthly Review. J.W. Powell, 2 March 1946.
- The Colonial Office List. Great Britain: H.M.S.O., 1966.
- "Larry Holt-Kentwell（页面存档备份，存于）", Time to remember. Hong Kong: Radio Television Hong Kong, 12 September 1971.
- "HOLT-KENTWELL, Joan (née Rahtkens)（页面存档备份，存于）", Telegraph Announcements, 2010.
- Yeh, Wen-hsin, Wartime Shanghai（页面存档备份，存于）. Routledge, 2012.
- King's College, Cambridge: Annual Report 2012. Cambridge: King's College, Cambridge, 2012.
- "HOLT-KENTWELL, Lawrence Edwin Arthur（页面存档备份，存于）", Telegraph Announcements, 2012.
- "OBITUARY: Larry Holt-Kentwell. He lived all over the world（页面存档备份，存于）", Oxford Mail, 6 September 2012.
- 2013 PROGRAMME OF EVENTS（页面存档备份，存于）. Oxford: English-Speaking Union, Oxfordshire Branch, January 2013.
- "Anne Kailakanoa HOLT", The Holt Family - Our Genealogy, retrieved on 24 September 2013.
- "Lawrence Edwin Arthur HOLT-KENTWELL （页面存档备份，存于）", Database on LegCo Members, retrieved on 24 September 2013.

### 中文資料
- 李元信，《環球中國名人傳略：上海工商各界之部》。環球出版社，1944年。
- 〈有功官民榮獲勳銜〉，《華僑日報》第二張第二頁，1968年6月8日。
- 〈社會福利署助理署長斐恩任滿何健華繼任〉，《華僑日報》第一張第四頁，1968年6月17日。
- 〈義務工作協會成立，歡迎有興趣者參加〉，《華僑日報》第三張第二頁，1971年6月19日。
- 〈在港服務逾十二年：何健華榮休周六離港返英〉，《華僑日報》第二張第二頁，1971年9月14日。
- 〈社會署茶會歡送何健華離港返英〉，《華僑日報》第二張第二頁，1971年9月17日。

## 外部連結
- Advisory Committee on Social Work Training: Report of the Youth Work Training Advisory Committee, March 1972